# Liberty (magazine)
Pour les articles homonymes, voir Liberty.
Liberty est un magazine bimensuel en anglais sur la défense de la liberté religieuse et du principe de la séparation de l'Église et de l'État, publié par l'Église adventiste du septième jour à plus de 200 000 exemplaires.

## Histoire
Liberty doit son origine au souci des adventistes du septième jour de défendre les principes de la liberté religieuse. Ils enseignent que Dieu a créé les êtres humains avec la liberté inaliénable de choix et de conscience. Il ne force personne à croire et à l'adorer. Dans le respect de l'ordre public et de la dignité de la personne, la relation des êtres humains avec Dieu ne doit pas faire l'objet d'une réglementation civile.
En février 1863, durant la Guerre de Sécession aux États-Unis, des citoyens et des pasteurs de sept états nordistes se réunirent pour discuter de la situation du pays. Considérant la guerre civile comme un châtiment de Dieu pour l'omission de son nom dans la constitution, ils rédigèrent un amendement qui proposait de reconnaître l'existence de Dieu, l'autorité de la Bible et l'observation des dix commandements dans le libellé du préambule. L'année suivante, ils proposèrent un amendement au préambule (un peu modifié par rapport au précédent) au Congrès américain :

« Nous, le Peuple des États-Unis, reconnaissons humblement le Dieu tout puissant comme la source de toute autorité et pouvoir du gouvernement civil, le Seigneur Jésus-Christ comme le Souverain au-dessus des nations, sa volonté révélée comme la loi suprême du pays, afin de constituer un gouvernement chrétien, en vue de former une Union plus parfaite, d'établir la justice, de faire régner la paix intérieure, de pourvoir à la défense commune, de développer le bien-être général et d'assurer les droits inaliénables et les bienfaits de la liberté à nous-mêmes, à notre postérité et au peuple dans son entier, nous décrétons et établissons cette Constitution pour les États-Unis d'Amérique. (mots proposés en italiques) »

Cette proposition fut rejetée par le Congrès, mais les efforts constants pour l'établissement d'une « nation chrétienne » préoccupèrent les adventistes. Aussi, en 1886, l'Église adventiste du septième jour fonda le magazine The American Sentinel pour défendre et promouvoir les principes de la liberté de culte et de conscience des personnes de toutes religions et convictions aux États-Unis. Prenant de plus en plus une dimension internationale, la revue fut renommée The Sentinel of Liberty, puis appelée simplement Liberty en 1906. Plusieurs propositions furent considérées par le Congrès américain en 1874, 1896 et 1910, mais aucune ne fut adoptée. 

## Ligne éditoriale
Les articles de Liberty sont écrits par des experts (de toutes religions et convictions) en droit constitutionnel, droits de l'homme, histoire, religion, éthique, et liberté religieuse. 
Dans sa déclaration de principes, Liberty défend quatre piliers de la liberté religieuse :
- La liberté religieuse s'exerce le mieux quand l'Église et l'État sont séparés.
- Le gouvernement doit protéger les droits individuels et conduire les affaires publiques. On lui doit le respect et la coopération pour exercer ces responsabilités.
- La liberté religieuse signifie la liberté de conscience : la liberté de croire ou ne pas croire, la liberté de pratiquer et de promouvoir des croyances religieuses, la liberté de changer de religion ou de conviction. En exerçant ces droits, on doit respecter les droits équivalents des autres personnes.
- L'union de l'Église à l'État est contraire aux intérêts des deux institutions et au principe de la règle d'or : « traiter les autres comme on aimerait être traité ». Elle est subversive pour les droits de l'homme et potentiellement intolérante. Le devoir du citoyen est d'opposer cette union légalement et par des moyens honorables[1].

## Impact deLibertyaux États-Unis
Le lectorat de Liberty est essentiellement nord-américain. Les revues équivalentes dans les pays hispaniques et francophones, ayant leurs propres équipes de rédaction, sont respectivement Conciencia y libertad et Conscience et liberté (fondé par Jean Nussbaum en 1948).
Liberty essaie activement de sensibiliser les instances internationales, gouvernementales et législatives. Le magazine est lu par de nombreuses personnalités des Nations unies et des États-Unis, constituant une source d'information, de documentation et de réflexion pour des présidents, des sénateurs, des membres de la chambre des représentants, des gouverneurs des 50 états, des maires, des juges, des avocats et des professeurs en droit,,. Selon Robert Ehrlich Jr., gouverneur du Maryland de 2003 à 2007, « le magazine Liberty a apporté des contributions précieuses et significatives en promouvant la tolérance et l'acceptation de la liberté religieuse à travers le monde ». Mais bien que le magazine soit réputé dans certains milieux d'influence, il demeure largement inconnu du public américain.    

## Directeurs de la rédaction
- 1906 - 1909 : Comité de rédaction
- 1909 - 1918 : C. M. Snow
- 1918 - 1943 : H. H. Votaw
- 1954 - 1959 : F. H. Yost
- 1959 - 1993 : Roland Hegstad
- 1993 - 1999 : Clifford Goldstein
- 1999 - présent : Lincoln Steed